# Plesiothoa coquimbana
Plesiothoa coquimbana är en mossdjursart som beskrevs av Moyano och Gordon 1980. Plesiothoa coquimbana ingår i släktet Plesiothoa och familjen Hippothoidae. Inga underarter finns listade i Catalogue of Life.